# The Forgotten Kingdom
The Forgotten Kingdom es la versión en idioma inglés del disco El reino olvidado de Rata Blanca, y noveno álbum de estudio de la banda, fue editado en 2009.
Este disco salió a la venta en noviembre de 2009 en Argentina, mientras que en el exterior se publicó en 2010. 
Para este trabajo Rata Blanca contó con el vocalista escocés Doogie White (ex-Rainbow y ex-Yngwie Malmsteen), quien además adaptó las letras y los títulos originales al inglés. 
Una edición doble conteniendo este álbum y El reino olvidado fue editada, también en 2009.

## Lista de canciones
- Todas las letras originales por Walter Giardino, adaptadas por Doogie White.

1. The Voices of the Sea
2. The Forgotten Kingdom
3. Endorphins
4. Talisman
5. Ring of Fire
6. Diary of a Shadow
7. Instruments
8. Guardian of the Light
9. Another Day Passing By
10. It's Not Easy
11. Sons of Rock
12. Yesterday, Today and Tomorrow

## Personal
- Walter Giardino - Guitarras
- Doogie White - Voz, adaptación de letras
- Guillermo Sánchez †- Bajo
- Fernando Scarcella - Batería
- Hugo Bistolfi - Teclados en la grabación del disco
- Danilo Moschen - Teclados en la presentación del disco